# GCS Cars

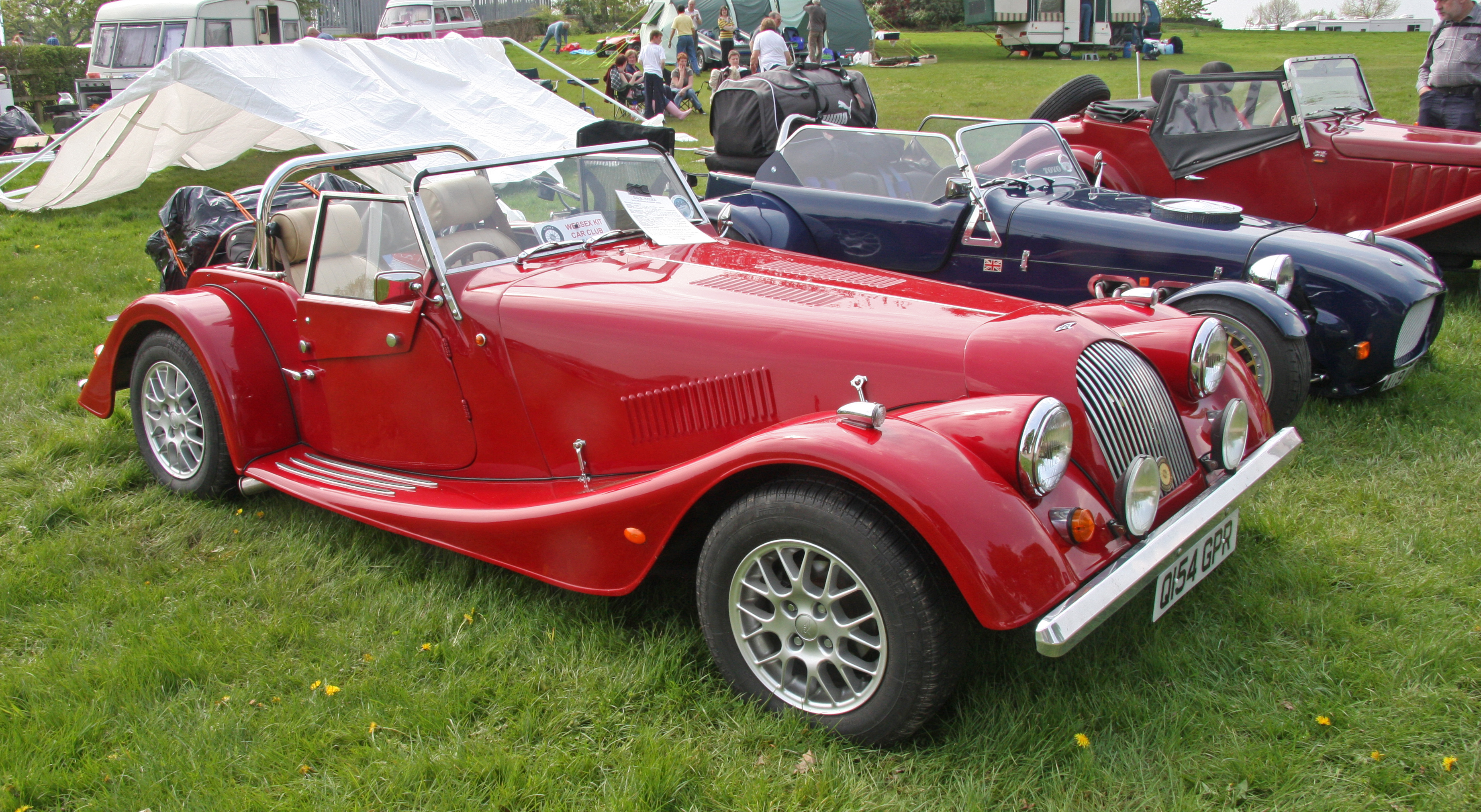
GCS Hawke

GCS Cars war ein britischer Hersteller von Automobilen.

## Unternehmensgeschichte
Colin Puttock und Garry Hutton gründete 1990 das Unternehmen in Orpington im London Borough of Bromley. Sie begannen mit der Produktion von Automobilen und Kits. Der Markenname lautete GCS. 1999 oder 2000 endete die Produktion.

## Fahrzeuge

### Markenname GCS
Das einzige Modell war der Hawke. Optisch ähnelte es einem Modell von der Morgan Motor Company, war aber breiter. Das Fahrzeug basierte zunächst auf dem Ford Cortina, später auf dem Ford Sierra. Auf einen Leiterrahmen aus Stahl wurde eine Karosserie aus Fiberglas montiert. Die Motorhaube bestand wahlweise aus Fiberglas oder Aluminium. Neben einem zweisitzigen Roadster stand auch eine Version mit 2 + 2 Sitzen im Angebot. Zunächst trieb der Vierzylindermotor vom Ford Cortina die Fahrzeuge an. Später war auch der Einbau des V8-Motors von Rover möglich.
Nach der Auflösung von GCS Cars setzte Tiger Racing die Produktion bis 2003 fort. Der Markenname ist nicht überliefert. Danach stellte LC Developments die Fahrzeuge bis 2007 oder 2008 und vermarktete sie als LCD. Insgesamt entstanden etwa 135 Exemplare des Modells Hawke.

### Markenname Leighton
GCS fertigte dieses Modell zwischen 1997 und 1999 und gab die Produktion dann an BRA Motor Works weiter. Es war ein Dreirad mit hinterem Einzelrad. Der Zweizylindermotor kam vom Citroën 2 CV.